# Willy Van den Eynde
Willy Van den Eynde (Winksele-Delle, 20 april 1943) was een Belgisch beroepsrenner van 1964 tot 1972.
Hij begon in 1958 te koersen bij de onderbeginnelingen en behaalde datzelfde jaar 10 overwinningen, waaronder het kampioenschap van België te Zichem in de spurt voor Herman Vanspringel. In 1959 behaalde hij nog 8 overwinningen bij de onderbeginnelingen en vanaf 21 juni nog 5 wedstrijden bij de nieuwelingen.
In 1960 bevestigde Willy Van den Eynde met liefst 20 overwinningen en 12 tweede plaatsen. In 1961 kwam hij 11 maal als eerste over de streep bij de nieuwelingen en 8 maal bij de liefhebbers.
Als liefhebber werd Willy Van den Eynde in 1962 derde in de Ronde van Vlaanderen en behaalde hij 9 overwinningen en op het einde van het seizoen stapte hij over naar de onafhankelijken. In 1963 vervulde hij zijn legerdienst, zodat er van koersen weinig sprake was.
Als onafhankelijke werd Willy Van den Eynde in 1964 lid van de Reno-Kint ploeg. Hij won een rit in de Ronde van Marokko en een rit in de Ronde van België (5de in de eindstand). Vanaf 15 juli ging hij over naar de beroepsrenners en behaalde nog drie overwinningen (onder meer Druivenkoers in Overijse).
In 1965 ging Willy Van den Eynde over naar de bekende ploeg van Berten De Kimpe: Wiel's-Groene Leeuw. Hij behaalde drie overwinningen met als hoogtepunt de eindzege in de Ronde van Noord-Frankrijk. In 1966 reed hij voor de Romeo-Smiths ploeg van Lomme Driessens en mocht hij deelnemen aan de Ronde van Frankrijk. Hij behaalde één overwinning dat jaar. Bij dezelfde ploeg kon hij het jaar nadien slechts ereplaatsen voorleggen.
In 1968 bleef hij ook zonder overwinning bij de Goldor-Gerka ploeg onder leiding van Florent Van Vaerenbergh. In 1969 werd de ploeg omgevormd tot Goldor-Hertekamp en kon hij met voorsprong de 32ste Grote Prijs Dokter Tistaert in Zottegem winnen.
In 1970 maakte Willy Van den Eynde deel uit van de Geens-Watneys-Daimant ploeg met kopman Frans Verbeeck. Als knecht won hij in Sint-Pieters-Leeuw. In 1971 haalde hij voor dezelfde ploeg enkel ereplaatsen.
In 1972 stopte Willy Van den Eynde met wielrennen. Na zijn actieve loopbaan werd hij een café-uitbater, daarna studiemeester en ten slotte werkte hij voor Vermarc-Sport van Frans Verbeeck.

## Overwinningen
- 1964

Druivenkoers - Overijse
Roeselare
- 1965

Lessen
Eindklassement Tour du Nord
Zellik
1966
Omloop der Zennevalei
- 1969

Dr Tistaertprijs - Zottegem
- 1970

Leeuwse Pijl

## Resultaten in voornaamste wedstrijden
| Jaar | Ronde van Italië | Ronde van Frankrijk | Ronde van Spanje |
| ---- | ---------------- | ------------------- | ---------------- |
| 1964 |                  |                     |                  |
| 1965 |                  |                     | opgave           |
| 1966 |                  | buiten tijd         |                  |
| 1967 |                  |                     | opgave           |
| 1968 |                  |                     |                  |
| 1969 |                  |                     |                  |
| 1970 |                  |                     |                  |
| 1971 |                  |                     |                  |

| Jaar | Ronde van Vlaanderen | Parijs-Roubaix | Amstel Gold Race | Luik-Bast.‑Luik |
| ---- | -------------------- | -------------- | ---------------- | --------------- |
| 1964 |                      |                |                  |                 |
| 1965 |                      |                |                  |                 |
| 1966 |                      |                |                  |                 |
| 1967 |                      |                |                  |                 |
| 1968 |                      |                |                  |                 |
| 1969 | 34e                  |                | 28e              | 29e             |
| 1970 |                      |                |                  | 31e             |
| 1971 | 33e                  | 28e            |                  |                 |